# Oscar Harryson
Stig John Oscar Harryson (ibland skrivet Harrysson), född 7 februari 1972 i Maria Magdalena församling i Stockholm, är en svensk röstskådespelare, musikproducent, ljudtekniker/synkläggare och översättare. Han har som röstskådespelare givit röst åt ett flertal rollfigurer inom film och TV, senast till Super Mario i Super Mario Bros. Filmen. År 2002 var han synkläggare på kortfilmen Gåvan.
Harryson är son till skådespelaren och programledaren Peter Harryson och dennes fru Charlotte Kuylenstierna och sonson till skådespelaren John Harryson.

## Filmografi (i urval)
- 2003 – All Grown Up! (TV-serie) (röst som Stu Pickles och diverse andra röster)
- 2008–2015 – Pingvinerna från Madagaskar (TV-serie) (röst som Skepparn)
- 2009 – Hundpensionatet (röst som Jake)
- 2010 – Varning för vilda djur (röst som Tyler Sanders)
- 2010 – Som hund och katt – Kitty Galores hämnd (röst som Shane Larson)
- 2010 – Camp Rock 2: The Final Jam (röst som Luke Williams)
- 2012 – Spegel, spegel (röst som Garvet)
- 2017 – My Little Pony: The Movie (röst som Grubber)
- 2019 – Toy Story 4 (röst som Farbror Elefant)
- 2019 – Valpakademin (TV-serie) (röst som professor Fitz)
- 2021 – Space Jam: A New Legacy (röst som Pelle Pigg)
- 2022 – Familjen Proud: Stoltare och starkare (TV-serie) (röst som Oscar Proud)
- 2022 – Lyle, Lyle, Crocodile (röst som Cy)
- 2022 – Natt på museet: Kahmunrahs återkomst (röst som Laaa)
- 2023 – Super Mario Bros. Filmen (röst som Super Mario)